# 切萨雷·博沃
塞薩爾·波沃（義大利語：Cesare Bovo，1983年1月14日—）是意大利的一位足球運動員。在場上司職後衛。他現在效力于意甲球隊熱那亞。他出身于羅馬足球俱樂部的青訓體系。他也代表意大利青年國家隊參加過比賽。

## 外部連結
- Bovo's profile (from US Palermo official website)
- （意大利文） National Team stats